# Friedrich Goltz
Friedrich Leopold Goltz (Poznań, 1834 – Strasburgo, 1902) è stato un fisiologo tedesco.
Docente all'università di Halle dal 1869 al 1872 e all'università di Strasburgo dal 1872 in poi, si occupò prevalentemente di elettrofisiologia.